# Асма аль-Асад
Асма аль-Асад (араб. أسماء الأسد), до шлюбу Асма Фаваз аль-Ахрас (араб. أسماء فواز الأخرس; нар. 11 серпня 1975) — колишня перша леді Сирії (у шлюбі з Башаром аль-Асадом) із династії Асадів, фінансовий аналітик.

## Біографія
Народилася в Лондоні 1975 року в родині мусульман-сунітів сирійського походження. Батько Фаваз Ахраз — кардіолог, мати Сахар Ахрас (до шлюбу Отрі) — перша секретарка посольства Сирії в Лондоні. В Англії Асму звали на британський манер, Еммою. Вона закінчила англійську школу, потім — Королівський коледж Лондона. Здобула ступінь бакалавра з інформатики та диплом з французької літератури. Закінчивши коледж, Асма працювала фінансовою аналітикинею в Deutsche Bank і JP Morgan.
2000 року, гостюючи у тітки в Дамаску, познайомилась із Башаром аль-Асадом. Цього року помер його батько, Асад був обраний президентом, через кілька місяців вони одружились.
Першого року в статусі першої леді Асма подорожувала країною інкогніто, знайомилася і спілкувалася з людьми, дивилася, де потрібна допомога. Незабаром вона стала публічною фігурою, почала з'являтися на офіційних заходах. Народила трьох дітей: Хафеза (2001), Зейн (2003), Каріма (2004).
Асму аль-Асад порівнювали з принцесою Діаною. Її образ вселяв у багатьох надію, що після стількох років жорсткої диктатури, які пережила країна, новий президент, який здобув освіту на Заході, і перша леді, що виросла у Великій Британії, забезпечать мир і свободу в країні. Протягом 2000-х популярність Асад росла. Як перша леді вона сприяла створенню кількох громадських організацій, які працювали з молодими людьми, допомагали дітям з важкими захворюваннями і вели культурну діяльність.
Серйозний удар по її іміджу завдало посилення громадянської війни в Сирії на початку 2012 року: першу леді критикували за мовчання протягом усього початку сирійського повстання. У лютому 2012, майже через рік після перших серйозних боїв, вона вперше дала коментар: «Президент є президентом всієї Сирії, а не групи сирійців, і Перша леді підтримує його в цій ролі».
8 серпня 2018 року Асад діагностовано рак молочної залози на ранніх стадіях. 27 січня 2019 року пухлину видалили, 4 серпня 2019 року Асад публічно заявила, що повністю одужала.
8 березня 2021 року Асма Асад та її чоловік отримали позитивний результат на COVID-19. Офіс президента заявив, що подружжя має гарне здоров'я з «незначними симптомами».
21 травня 2024 року було оголошено, що у Асми Асад діагностовано лейкемію.
Наприкінці листопада 2024 року, через масштабний наступ повстанців переїхала до Росії. 8 грудня 2024 до неї переїхав її чоловік, який також став жити в Росії.